# 異海鯰
異海鯰為輻鰭魚綱鯰形目海鯰科的其中一種，分布亞洲台灣及菲律賓的淡水、半鹹水域，體長可達34公分，棲息在沿岸水質混濁的河口區、沿海潟湖，為底棲性魚類，屬肉食性，可做為食用魚。

## 擴展閱讀
維基物種上的相關：異海鯰